# Елутлакша
Елутлакша, Елутлакши — озеро на территории Костомукшского городского округа Республики Карелии.

## Общие сведения
Площадь озера — 2,2 км², площадь водосборного бассейна — 714 км². Располагается на высоте 102,7 метров над уровнем моря.
Форма озера продолговатая: оно вытянуто с северо-востока на юго-запад. Берега каменисто-песчаные, местами заболоченные.
Через озеро протекает река Толлойоки, впадающая в озеро Верхнее Куйто.
В озере расположено не менее семи небольших безымянных островов.
Код объекта в государственном водном реестре — 02020000811102000004074.